# Sæmundr Fróði
Sæmundr Sigfússon más conocido como Sæmundr Fróði (apodado el Sabio, 1056-1133) fue un sacerdote y escaldo de Rangárvellir, Rangárvallasýsla, Islandia en el siglo XII. Era descendiente de los primeros colonos vikingos, su madre Þórey era hija de Eyjólfur hjalti, un hijo de Guðmundur Eyjólfsson ríki; y su padre Sigfús Loðmundarson, un sacerdote de Oddi y descendiente de Hrafn heimski Valgarðsson.
Durante un tiempo estudió en Francia, pero los historiadores tienden a afirmar que hubo un error de interpretación en los textos y realmente estudió en Franconia regresando en algún momento entre 1076 y 1078. Fundó una escuela en Oddi y era miembro del clan islandés Oddaverjar.
Se le atribuye la autoría del Edda primero, pero probablemente hizo simplemente una recopilación de los escritos del mismo, que en ese caso sería anónimo. Esta hipótesis se remonta al descubrimiento en 1643 del manuscrito de Codex Regius, que acabó en manos del obispo Brynjólfur Sveinsson, quien lo presentó al rey de Dinamarca, de ahí el nombre «Codex Regius». El obispo llamó a este poemario pagano Edda primero en oposición al Edda segundo de Snorri Sturluson.
Además fue el primero en escribir en latín la historia de los reyes noruegos, obra que se ha perdido, pero que inspiró a numerosos literatos posteriores como Snorri Sturluson. Fue colaborador de Ari fróði, autor de Íslendingabók y Oddr Snorrason lo menciona como autor de una versión de Óláfs saga Tryggvasonar y le cita en Landnámabók.

## Herencia
Se casó con Guðrún Kolbeinsdóttir (1054-1133), hija de Kolbeinn Flosason, un caudillo de los Vallverjar. El matrimonio sirvió para fortalecer su poder en la región. De esa relación nacieron cuatro hijos:
- Loftur Sæmundsson, padre de Jón Loftsson.
- Eyjólfur Sæmundsson.
- Loðmundur Sæmundsson (n. 1089).[5]
- Þórey Sæmundsdóttir (n. 1091).